# Municipio de Cambridge (Míchigan)
El municipio de Cambridge (en inglés: Cambridge Township) es un municipio ubicado en el condado de Lenawee en el estado estadounidense de Míchigan. En el año 2010 tenía una población de 5733 habitantes y una densidad poblacional de 62,47 personas por km².

## Geografía
El municipio de Cambridge se encuentra ubicado en las coordenadas 42°1′23″N 84°10′49″O / 42.02306, -84.18028. Según la Oficina del Censo de los Estados Unidos, el municipio tiene una superficie total de 91.77 km², de la cual 82.49 km² corresponden a tierra firme y (10.12%) 9.29 km² es agua.

## Demografía
Según el censo de 2010, había 5733 personas residiendo en el municipio de Cambridge. La densidad de población era de 62,47 hab./km². De los 5733 habitantes, el municipio de Cambridge estaba compuesto por el 96.9% blancos, el 0.37% eran afroamericanos, el 0.49% eran amerindios, el 0.4% eran asiáticos, el 0.1% eran isleños del Pacífico, el 0.51% eran de otras razas y el 1.24% pertenecían a dos o más razas. Del total de la población el 2.58% eran hispanos o latinos de cualquier raza.